# Liste der Stolpersteine in Mainz-Ebersheim
 Info: Angaben zu Eigenschaften, welche alle Teillisten für Mainz gemeinsam haben, sind unter der Liste der Stolpersteine in Mainz zu finden.
Hinweis 1: Die Liste ist sortierbar. Durch Anklicken eines Spaltenkopfes wird die Liste nach dieser Spalte sortiert, zweimaliges Anklicken kehrt die Sortierung um. Durch Anklicken zweier Spalten nacheinander lässt sich jede gewünschte Kombination erzielen.
Hinweis 2: Mit dem Anklicken eines Bildes vergrößern Sie die Auflösung

## Stolpersteine in Mainz-Ebersheim
| Adresse                                         | Verlegedatum  | Gestiftet von                    | Inschrift | Bild | Anmerkung |
| ----------------------------------------------- | ------------- | -------------------------------- | --- | ---- | --- |
| Römerstraße · Weinbrunnen · Mainz-Ebersheim ·   | 29. Aug. 2011 | Drs. Marion und Herbert Poensgen | HIER WOHNTE BERNHARD GOLDSCHMIDT JG. 1869 DEPORTIERT 1942 THERESIENSTADT TOT 25.5.1943                                    |      | Bernhard Goldschmitt (der „Schwarz Jud“ wegen der dunklen Farbe seines Hauses) und seine Frau Sara lebten in der Schulstraße an der Ecke, an der heute der Weinbrunnen steht. Beide flohen in der Nacht zum 10. November 1938 in die Breidenbacherstraße nach Mainz. Begleitet wurde sie von Sophie Berney (die „Sofie“), die in der Römerstraße ein Geschäft geführt hatte und deren Haus am 9. November ebenfalls verwüstet wurde. Am 27. September 1942 wurden die Bewohner der Breidenbacherstraße nach Theresienstadt deportiert. Kennkarte Sara Goldschmidt |
| Römerstraße · Weinbrunnen · Mainz-Ebersheim ·   | 29. Aug. 2011 | Drs. Marion und Herbert Poensgen | HIER WOHNTE SARA GOLDSCHMIDT GEB. DORNBERG JG. 1872 DEPORTIERT 1942 TOT IN THERESIENSTADT                                 |      | Bernhard Goldschmitt (der „Schwarz Jud“ wegen der dunklen Farbe seines Hauses) und seine Frau Sara lebten in der Schulstraße an der Ecke, an der heute der Weinbrunnen steht. Beide flohen in der Nacht zum 10. November 1938 in die Breidenbacherstraße nach Mainz. Begleitet wurde sie von Sophie Berney (die „Sofie“), die in der Römerstraße ein Geschäft geführt hatte und deren Haus am 9. November ebenfalls verwüstet wurde. Am 27. September 1942 wurden die Bewohner der Breidenbacherstraße nach Theresienstadt deportiert. Kennkarte Sara Goldschmidt |
| Römerstraße 25 · Mainz-Ebersheim ·              | 29. Aug. 2011 | Drs. Marion und Herbert Poensgen | HIER WOHNTE SOPHIE BERNEY JG. 1861 DEPORTIERT 1942 THERESIENSTADT TOT 30.10.1942                                          |      | |
| Konrad-Adenauer · -Straße 8 · Mainz-Ebersheim · | 29. Aug. 2011 | Drs. Marion und Herbert Poensgen | HIER WOHNTE HILDEGARD GOLDSCHMITT JG. 1927 DEPORTIERT 1942 PIASKI ???                                                     |      | Nathan Goldschmitt (der „Natche“) und seine Frau Mathilde wohnten in Ebersheim lange Zeit zur Miete in dem Eckhaus Töngesstraße/Neugasse. Sie zogen später um in die Konrad-Adenauer-Straße. Die Söhne Lothar und Fritz wanderten in die USA aus. Die Tochter Hildegard musste in Ebersheim bleiben, da sie für eine Auswanderung zu jung war. Nach der Reichspogromnacht wohnte die Familie in Weisenau in der Rheinstraße. Sie wurde 1942 nach Theresienstadt deportiert.                                                                                       |
| Konrad-Adenauer · -Straße 8 · Mainz-Ebersheim · | 29. Aug. 2011 | Drs. Marion und Herbert Poensgen | HIER WOHNTE MATHILDE GOLDSCHMITT GEB. METZGER JG. 1893 DEPORTIERT 1942 PIASKI ???                                         |      | Nathan Goldschmitt (der „Natche“) und seine Frau Mathilde wohnten in Ebersheim lange Zeit zur Miete in dem Eckhaus Töngesstraße/Neugasse. Sie zogen später um in die Konrad-Adenauer-Straße. Die Söhne Lothar und Fritz wanderten in die USA aus. Die Tochter Hildegard musste in Ebersheim bleiben, da sie für eine Auswanderung zu jung war. Nach der Reichspogromnacht wohnte die Familie in Weisenau in der Rheinstraße. Sie wurde 1942 nach Theresienstadt deportiert.                                                                                       |
| Konrad-Adenauer · -Straße 8 · Mainz-Ebersheim · | 29. Aug. 2011 | Drs. Marion und Herbert Poensgen | HIER WOHNTE NATHAN GOLDSCHMITT JG. 1879 DEPORTIERT 1942 PIASKI ???                                                        |      | Nathan Goldschmitt (der „Natche“) und seine Frau Mathilde wohnten in Ebersheim lange Zeit zur Miete in dem Eckhaus Töngesstraße/Neugasse. Sie zogen später um in die Konrad-Adenauer-Straße. Die Söhne Lothar und Fritz wanderten in die USA aus. Die Tochter Hildegard musste in Ebersheim bleiben, da sie für eine Auswanderung zu jung war. Nach der Reichspogromnacht wohnte die Familie in Weisenau in der Rheinstraße. Sie wurde 1942 nach Theresienstadt deportiert.                                                                                       |
| Neugasse 38 – 40 · Mainz-Ebersheim ·            | 29. Aug. 2011 | Drs. Marion und Herbert Poensgen | HIER WOHNTE LAZARUS GOLDSCHMITT JG. 1869 OPFER DES POGROMS 1938 HEIMATORT UNFREIWILLIG VERLASSEN 1938 MAINZ TOT 20.5.1940 |      | Lazarus Goldschmitt (der „Lazer“) aus der Dalbergstraße wohnte bis zu seinem Tod im Jahr 1940 in der Seilerstraße in Mainz. Dort wurde ebenfalls Rosel Goldschmitt (die „Rosel“) einquartiert, die in der Neugasse gewohnt hatte. Rosel Goldschmitt wurde 1942 nach Theresienstadt deportiert und am 31. März 1944 für tot erklärt. |
| Neugasse 38 – 40 · Mainz-Ebersheim ·            | 29. Aug. 2011 | Drs. Marion und Herbert Poensgen | HIER WOHNTE ROSALINE GOLDSCHMITT JG. 1890 DEPORTIERT 1942 THERESIENSTADT TOT 31.3.1944                                    |      | Lazarus Goldschmitt (der „Lazer“) aus der Dalbergstraße wohnte bis zu seinem Tod im Jahr 1940 in der Seilerstraße in Mainz. Dort wurde ebenfalls Rosel Goldschmitt (die „Rosel“) einquartiert, die in der Neugasse gewohnt hatte. Rosel Goldschmitt wurde 1942 nach Theresienstadt deportiert und am 31. März 1944 für tot erklärt. |
| Schulrat-Spang-Str. 2 · Mainz-Ebersheim ·       | 29. Aug. 2011 | Drs. Marion und Herbert Poensgen | HIER WOHNTE LEOPOLD GOLDSCHMITT JG. 1858 DEPORTIERT 1942 THERESIENSTADT TOT 23.10.1942                                    |      | Leopold (der „Löbche“) und Nelly Goldschmitt wohnten bis 1938 in der heutigen Konrad-Adenauer-Straße. Nelly Goldschmitt wohnte bis zur Deportation nach Theresienstadt in der Schusterstraße in Mainz. Leopold Goldschmitt wohnte zuletzt in der Gonsenheimer Straße, bevor auch er 1942 nach Theresienstadt deportiert wurde. |
| Schulrat-Spang-Str. 2 · Mainz-Ebersheim ·       | 29. Aug. 2011 | Drs. Marion und Herbert Poensgen | HIER WOHNTE NELLY GOLDSCHMITT JG. 1893 DEPORTIERT 1942 PIASKI ???                                                         |      | Leopold (der „Löbche“) und Nelly Goldschmitt wohnten bis 1938 in der heutigen Konrad-Adenauer-Straße. Nelly Goldschmitt wohnte bis zur Deportation nach Theresienstadt in der Schusterstraße in Mainz. Leopold Goldschmitt wohnte zuletzt in der Gonsenheimer Straße, bevor auch er 1942 nach Theresienstadt deportiert wurde. |
| Schulrat-Spang-Str. 2 · Mainz-Ebersheim ·       | 2. Aug. 2020  |                                  | HIER WOHNTE ISAAK GOLDSCHMITT JG. 1855 GEDEMÜTIGT / ENTRECHTET TOT 14.01.1941                                             |      | Leopold (der „Löbche“) und Nelly Goldschmitt wohnten bis 1938 in der heutigen Konrad-Adenauer-Straße. Nelly Goldschmitt wohnte bis zur Deportation nach Theresienstadt in der Schusterstraße in Mainz. Leopold Goldschmitt wohnte zuletzt in der Gonsenheimer Straße, bevor auch er 1942 nach Theresienstadt deportiert wurde. |